# Cyzenis festinans
Cyzenis festinans är en tvåvingeart som först beskrevs av Aldrich och Herbert John Webber 1924.  Cyzenis festinans ingår i släktet Cyzenis och familjen parasitflugor. Inga underarter finns listade i Catalogue of Life.